# Waynesboro, Georgia
Waynesboro är en mindre stad (city) i Burke County i delstaten Georgia, USA. Waynesboro är administrativ huvudort (county seat) i Burke County. Staden är också känd som "The Bird Dog Capital of the World."